# Hans Riese (Politiker)
Hans Riese († Dezember 1938 in München) war ein deutscher Jurist und Kommunalpolitiker. Er war von 1910 bis 1922 Oberbürgermeister von Lutherstadt Eisleben.

## Leben und Wirken
Hans Riese, der seine Vorfahren bis Adam Ries zurückführte, studierte nach dem Schulbesuch an der Universität Berlin zu Beginn der 1890er Jahre Staats- und Rechtswissenschaften und promovierte zum Dr. jur. In Berlin war er zunächst als Rechtsanwalt tätig. 1902 wurde er zum Syndikus der Stadt Emden gewählt. Im September 1907 wurde er in den Aufsichtsrat der Fischerei AG „Neptun“ gewählt. Nach seiner Verabschiedung als Emdener Stadtsyndicus im April 1908 kehrte er als Stadtsyndikus a. D. nach Berlin zurück.
In Eisleben wurde Riese am 18. Februar 1910 für zwölf Jahre zum Ersten Bürgermeister gewählt. Dort war 1908 der Stadtkreis Eisleben gebildet worden. 1910 trat Riese an die Spitze der Stadtkreisverwaltung, die er über die Kriegs- und Nachkriegsjahre bis 1922 in Händen hatte. Er wurde durch Martin Clauß abgelöst.
In Berlin-Zehlendorf ließ er sich 1924/25 von Paul Emmerich in der Potsdamer Chaussee ein Wohnhaus errichten.
Der 1912 in Eisleben geborene Anglist und Hochschullehrer Teut Andreas Riese war sein Sohn.

## Ehrungen
- 1905: Ehrenmünze der Ostfriesischen Landschaft